# Massimo Bruno
Massimo Bruno (Boussu, 17 de setembro de 1993) é um futebolista profissional belga que atua como Ponta-direita. Atualmente, joga pelo KV Kortrijk.

## Carreira
Massimo Bruno começou a carreira no Charleroi.